# Коледата на Томас Кинкейд
Коледата на Томас Кинкейд“ е американски филм от 2007 година, който разказва историята на създаването на картината „Коледната къщурка“ и как популярният художник е мотивиран да започне своята кариера.
 Внимание:  Текстът по-долу разкрива сюжета на произведението (или части от него)!
Връщайки се за Коледа, младият Томас Кинкейд (Джаред Падалеки) е смаян да научи, че опитите да се промовира местния туризъм са се провалили и майка му (Марша Гей Хардън) е опасно близо до загубата на семейната къща. Вдъхновен от ментора си Глен (Питър О'Тул), известен художник, живеещ в съседство, Том приема работа да направи стенописи, изобразяващи неговия малък, идиличен, роден град. С помощта на Глен, Том не само открива призванието си да бъде художник на светлината, но и помага на градчето да преоткрие истинския дух на Коледа.